# Megacerus schaeffferianus
Megacerus schaeffferianus är en skalbaggsart som beskrevs av John Colburn Bridwell 1929. Megacerus schaeffferianus ingår i släktet Megacerus och familjen bladbaggar. Inga underarter finns listade i Catalogue of Life.